# Iapigyum promontorium

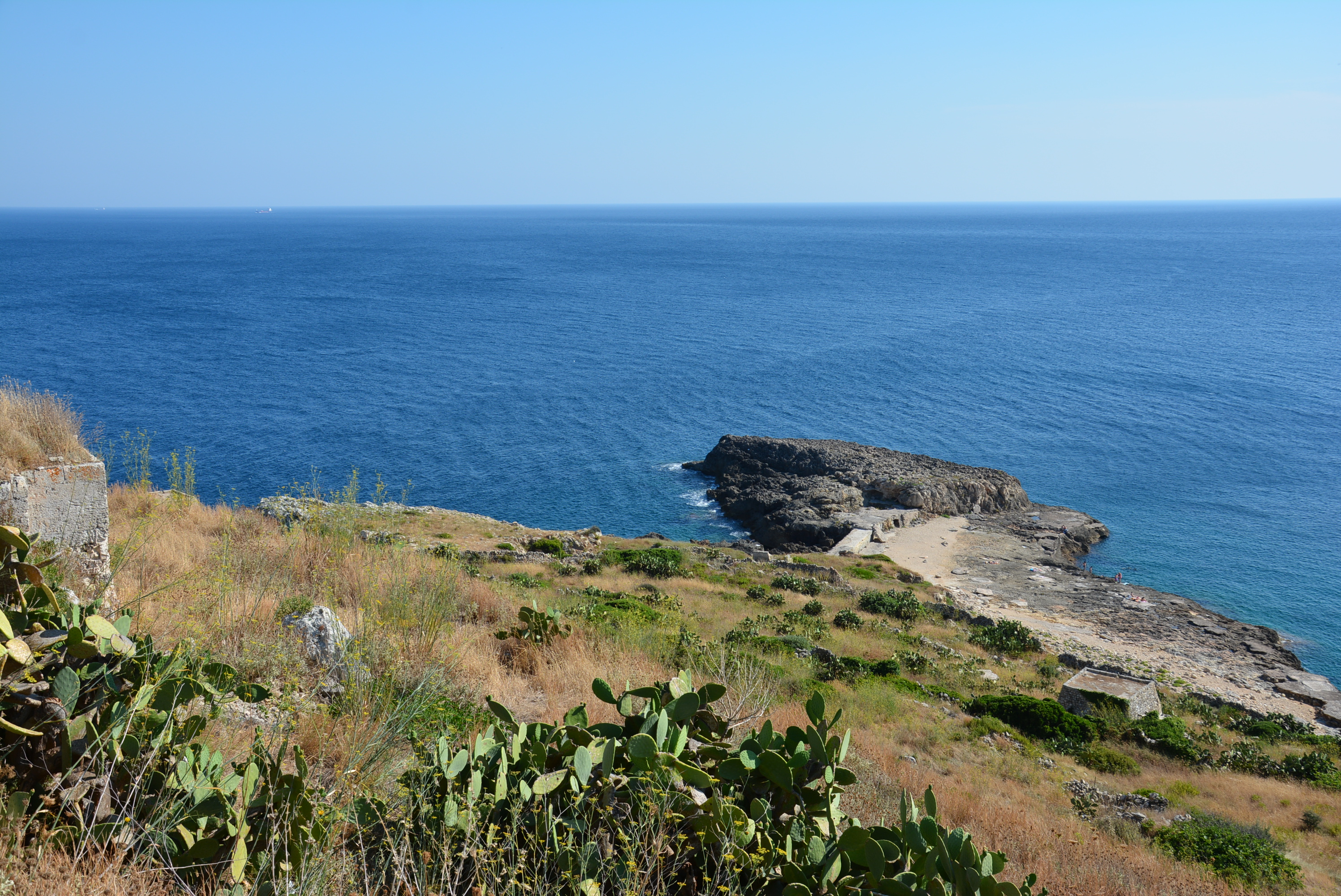
Vista del cap des del Santuari de Santa Maria de Finibus Terrae

Iapigyum promontorium (en grec antic Ἄκρα Ἰαπυγία 'Akra Iapygia') és el nom romà del modern cap de Santa Maria de Leuca, que forma la punta sud-est d'Itàlia i separa el golf de Tàrent de la mar Adriàtica. També s'anomenava Promontorium Salentinum, pel poble dels sal·lentins que habitaven la regió, considerats un dels grups dels iapigis. Els romans anomenaven Calàbria a la regió i els grecs Iapígia.
Segons Estrabó és un promontori rocós que s'estén en direcció sud-est i tanca el golf de Tàrent, i s'inclina una mica cap al cap anomenat Lacinium que s'aixeca al seu davant. Diu que la distància entre els dos caps és de 700 estadis. Plini el Vell diu que la separació entre els dos mesurava 800 estadis.
El seu nom modern deriva del nom d'una església construïda prop de la punta, que el va prendre de l'antic port de Leuca, a l'oest del promontori, que oferia un bon abric a les naus. En aquest promontori es va aturar la flota atenenca l'any 415 aC quan va creuar cap a Sicília des Corfú, segons Tucídides. Sembla que aquest era el camí habitual per anar de Grècia a Sicília.